# Dave Swindlehurst
Dave Swindlehurst, all'anagrafe David Swindlehurst (Edgware, 6 gennaio 1956) è un allenatore di calcio ed ex calciatore inglese, di ruolo attaccante.

## Carriera

### Giocatore

#### Club
Esordisce tra i professionisti all'età di 17 anni con il Crystal Palace, club con il quale già aveva giocato nelle giovanili, disputando la seconda divisione inglese nella stagione 1973-1974; nelle stagioni 1974-1975, 1975-1976 e 1976-1977 gioca invece in terza divisione, tornando poi a giocare nella categoria superiore a partire dalla stagione 1977-1978. Nella stagione 1978-1979 i Glaziers vincono il campionato di seconda divisione, conquistando così per la prima volta nella loro storia una promozione in prima divisione. Nella stagione 1979-1980 realizza 7 reti in 25 presenze; nella parte finale della stagione gioca però al Derby County, che lo preleva dal Crystal Palace dopo complessive 237 presenze e 73 reti in partite di campionato con il club londinese. Inizia invece la sua prima stagione ai Rams segnando 4 reti in 12 presenze (per un totale stagionale di 11 reti in 37 presenze) e retrocedendo dalla prima alla seconda divisione. Successivamente trascorre altre tre stagioni consecutive in seconda divisione con i bianconeri, con cui mette a segno ulteriori 28 reti in 113 partite di campionato. Nel marzo del 1983 viene acquistato dal West Ham Utd, con cui torna a giocare in prima divisione, mettendovi a segno 3 reti in 9 presenze; nella stagione 1983-1984 è invece titolare fisso con gli Hammers, con cui realizza 13 reti in 36 presenze nella First Division 1983-1984, alle quali aggiunge anche altre 16 presenze nella stagione 1984-1985, nella quale non segna nessuna rete. Con il West Ham gioca inoltre anche 10 partite (con 2 gol segnati) in FA Cup e 10 partite (con altri 2 gol segnati) in Coppa di Lega, per un totale di 71 presenze e 18 reti fra tutte le competizioni ufficiali con il club londinese.
Dal 1985 al 1987 gioca in seconda divisione al Sunderland: a livello individuale questa parentesi è relativamente positiva (segna infatti 11 reti in 72 partite di campionato), ma la stagione 1986-1987 si conclude con la retrocessione in terza divisione dei Black Cats, che Swindlehurst nell'estate del 1987 lascia per accasarsi all'Anorthōsis, con cui segna 4 reti in 13 presenze nella prima divisione cipriota. Più tardi, passa al Wimbledon FC, club con il quale nei mesi conclusivi della stagione 1987-1988 gioca 2 partite in prima divisione (le sue ultime in carriera in questa categoria, nella quale ha totalizzato complessivamente 100 presenze e 27 reti), vincendo anche la FA Cup. Nell'estate del 1988 lascia i Dons e scende in quarta divisione al Colchester Utd, che dopo 6 reti in 12 partite di campionato lo cede in prestito per il resto della stagione al Peterborough Utd, altro club di quarta divisione, con cui Swindlehurst realizza una rete in 4 partite di campionato. Chiude infine la carriera nel 1990, dopo aver giocato per una stagione con i semiprofessionisti londinesi del Bromley, dei quali è contemporaneamente anche allenatore.
In carriera ha totalizzato complessivamente 485 presenze e 136 reti nei campionati della Football League.

#### Nazionale
Nel 1976 ha giocato una partita con la nazionale inglese Under-21.

### Allenatore
All'inizio della stagione 1989-1990 è diventato allenatore del Bromley, club semiprofessionistico londinese, di cui era contemporaneamente anche giocatore; all'inizio della stagione 2001-2002 ha fatto ritorno al Crystal Palace per allenarne la formazione riserve; nell'ottobre del 2002 è stato esonerato dall'incarico. Successivamente, dal 2003 al 2005 è stato vice allenatore del Crawley Town. Nella stagione 2008-2009 ha invece allenato i dilettanti del Whyteleafe, in ottava divisione.

## Palmarès

### Giocatore

#### Competizioni nazionali
- Coppa d'Inghilterra: 1

Wimbledon FC: 1987-1988
- Campionato inglese di seconda divisione: 1

Crystal Palace: 1978-1979